# 白い部屋 (麻丘めぐみの曲)
「白い部屋」（しろいへや）は、麻丘めぐみの通算8枚目のシングル。1974年4月5日発売。発売元はビクター音楽産業。

## 解説
- 「わたしの彼は左きき」と同じく、作詞:千家和也、作曲:筒美京平による作品である。
- 「芽ばえ」でデビュー以来初めてベストテン入りを逃した作品である。
- 1974年3月、日劇でのリサイタル最中に舞台セットからの転落事故が発生、重傷を負う。この曲は療養中に発売された。

## 収録曲
- 両楽曲共に、作詞：千家和也／作曲：筒美京平

1. 白い部屋
編曲：筒美京平
2. ウェディング・ドレス
編曲：高田弘

## 収録作品
- 麻丘めぐみBOX 72-77
- GOLDEN☆BEST 麻丘めぐみ

## カバー
- 浅野ゆう子（1974年／アルバム『とびだせ初恋』収録）